# Ursyn z Bourges
Ursyn z Bourges – pierwszy biskup diecezji Bourges, erygowanej w III wieku, jej apostoł, święty Kościoła katolickiego.
Urząd biskupi sprawował przez 27 lat. Zmarł w III lub w 1. połowie IV wieku. W Bourges miał wybudować kościół (dzis. Katedra św. Szczepana w Bourges)  i sprowadzić doń relikwie św. Szczepana. Jeden z portali zachodniej fasady katedry przedstawia historię życia św. Ursyna.
Jego wspomnienie liturgiczne obchodzone jest 9 listopada za Martyrologium Adonis (martyrologium św. Ado z Vienne). W Bourges wierni wspominają świętego 29 grudnia i jest to dzienna pamiątka śmierci według dokumentów kościelnych znajdujących się w katedrze.